# Linz

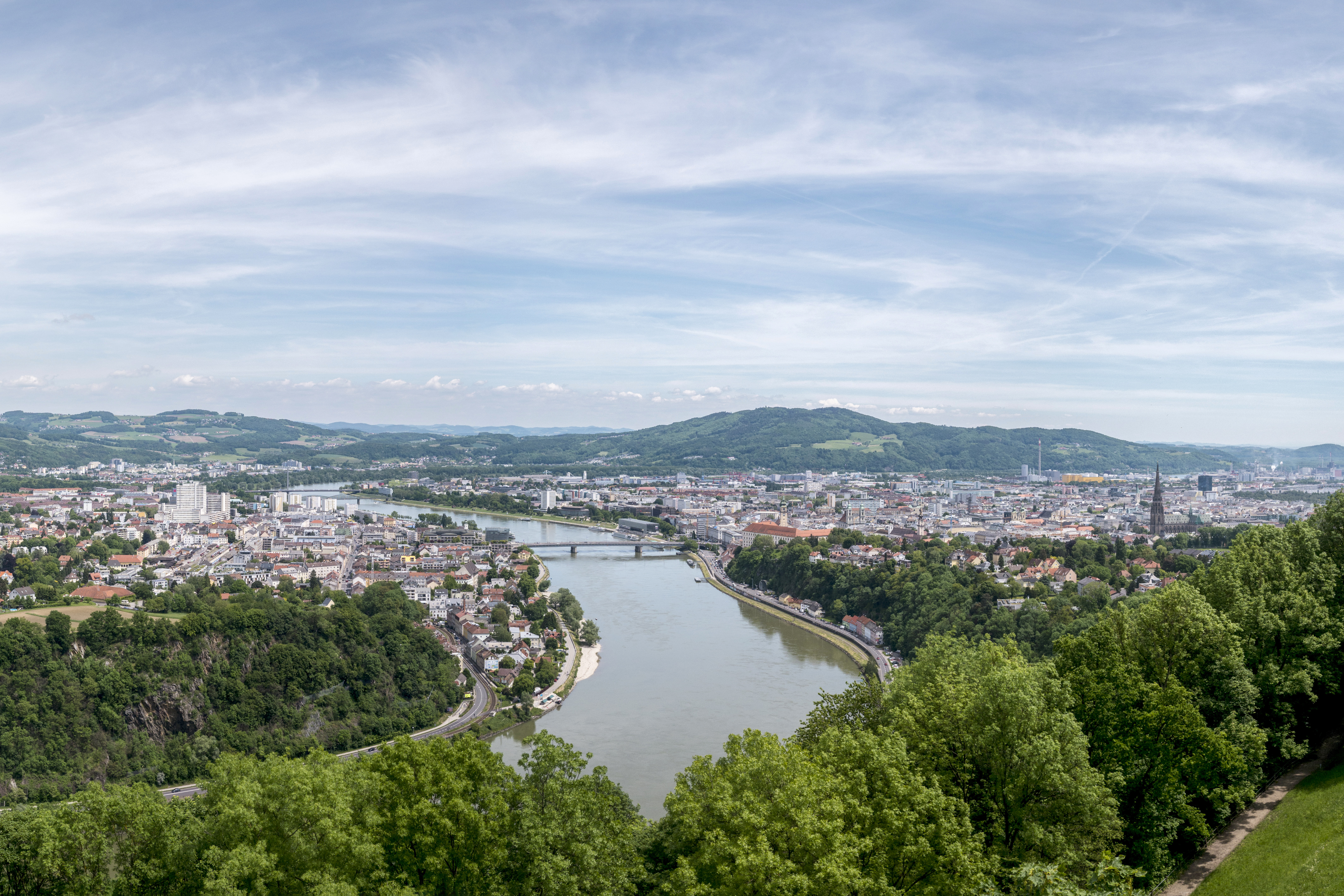
Panorama de Linz

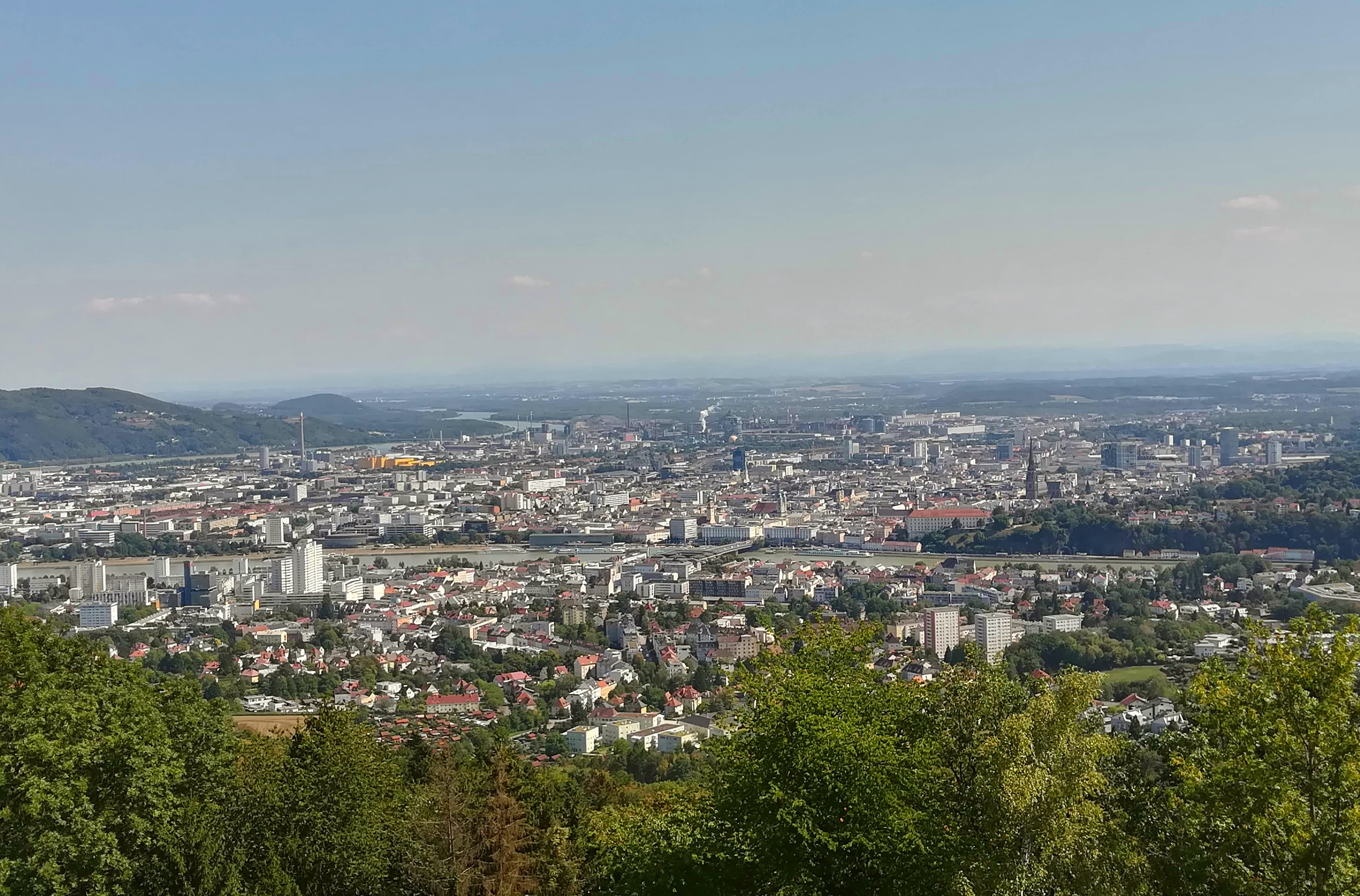
Vista da Pöstlingberg

Linz ou, na sua forma portuguesa, Líncia, é uma cidade e município da Áustria, capital e importante região industrial no estado da Alta Áustria. Linz é uma cidade estatutária, ou seja, possui estatuto de distrito. Com 204 846 habitantes em 2018 (aproximadamente 790 000 na área metropolitana), Linz é a terceira maior cidade da Áustria.
Em 2009, Linz foi escolhida como a Capital Europeia da Cultura. Desde dezembro de 2014, Linz é membro da Rede de Cidades Criativas da UNESCO (UCCN) como uma Cidade das Artes de Mídia. As cidades recebem este título para enriquecer o estilo de vida urbano através do patrocínio e integração bem-sucedida da arte de mídia e envolvendo a sociedade nessas formas de arte eletrônica.
Um eminente cidadão foi Johannes Kepler, que passou alguns anos na cidade e em 15 de maio de 1618 descobriu as três leis do movimento planetário. Outro cidadão famoso foi Anton Bruckner, que passou os anos entre 1855 e 1868, trabalhando como compositor e organista local na Antiga Catedral de Linz. O Brucknerhaus é nomeado após ele. O compositor Wolfgang Amadeus Mozart compôs "Linzer Sinfonie" e "Linzer Sonate" em Linz em novembro de 1783. Linz é famosa pelo bolo Linzer, que é considerado o bolo mais antigo do mundo, com sua primeira receita que remonta a 1653.

## História

### Pré-história e Antiguidade
Por volta de 400 a.C., numerosos assentamentos celtas se desenvolveram dentro do Danúbio dentro dos limites atuais da cidade. Provavelmente, o assentamento no Freinberg já era chamado de Lentos - o nome celta para flexível ou curvo.
Nos tempos antigos, Linz fazia parte do Império Romano. Linz foi mencionado pela primeira vez no Manual do Estado Romano Notitia dignitatum como "Lentia". Para garantir a conexão no Danúbio em meados do primeiro século, os romanos construíram um forte de madeira-terra, que foi substituído no século II por um forte de pedra maior. Lentia foi destruída várias vezes após o segundo século pelas invasões germânicas, mas sobreviveu às tempestades migratórias e, portanto, tem uma continuidade de colonização através da antiguidade tardia.

### Idade média
Durante o reinado de Carlos Magno, Linz recebeu várias atribuições relativas ao mercado e ao dever de Traungau. Sob o domínio dos Babenbergs, Linz foi transformada na cidade projetada, envolvendo o antigo centro da cidade. Mesmo politicamente, teve um desenvolvimento importante: Federico III escolheu Linz como uma cidade residencial e fez dele o centro do Sacro Império Romano de 1489 a 1493.

### Idade moderna
Johannes Kepler descobriu em 15 de maio de 1618 em Linz as três leis do movimento planetário. Johannes Kepler é o nome da universidade local, a única na Áustria a ter adotado o sistema de campus.
A segunda linha ferroviária do continente europeu, construída entre 1825 e 1832, ligava a cidade a Budweis e Gmunden.
O músico Anton Bruckner, de 1855 a 1868, trabalhou como compositor local e organista da catedral da cidade. Esta função marcou-o mais tarde, depois compositor de sinfonias grandiosas. Hoje, seu nome é carregado por uma das salas de concerto ("Brucknerhaus"), bem como pela Anton Bruckner University para música, teatro e dança.
A meio do século XIX, a industrialização e o arranque de Linz. Em 1840, Ignaz Mayer fonde grande empresa de transformação de metal. A indústria têxtil é um elemento importante para o linz.
Adolf Hitler viu uma cidade importante em Linz durante a Segunda Guerra Mundial. A indústria siderúrgica desempenhou um papel especial.
Em 1996, o conselho da cidade decidiu relatar o passado nazista. Um trabalho científico aprofundado, realizado pelos arquivos municipais, cobriu o período anterior a 1938 e a desnazificação após 1945. Linz tornou-se a primeira cidade na Áustria a examinar de perto seu passado nazista. Em maio de 2001, sete publicações científicas, apresentações on-line e inúmeras conferências foram divulgadas por meio desses esforços.

## Geografia física
A cidade fica no centro-norte da Áustria, nas margens do Danúbio, a meio caminho entre Viena e Salzburgo.

## Cultura, monumentos e pontos de interesse
Através de inúmeras iniciativas no setor cultural, como eventos como Klangwolke, Brucknerfest, Pflasterspektakel e Prix Ars Electronica e Ars Electronica Festival, a cidade gradualmente adquiriu uma imagem no setor cultural. Desde 2004, o Crossing Europe Film Festival é realizado todos os anos. Em 2013, foi inaugurado o novo teatro musical Volksgarten, um moderno teatro ou ópera. Linz foi capaz de se posicionar como uma cidade cultural excepcional com essas e muitas outras iniciativas. Correspondentemente, como uma cidade universitária com várias universidades, Linz também oferece numerosos programas de estudo no campo artístico e cultural. A cidade foi declarada Capital Europeia da Cultura 2009. Desde 2014, Linz é membro da Rede de Cidades Criativas da UNESCO (UCCN) como uma Cidade das Artes dos Media.
A cidade é agora o lar de uma animada cena musical e artística. Entre o Museu de Arte de Lentos e o "Brucknerhaus", existe o "Donaulände", também chamado de "Kulturmeile" ("milha da cultura"). É um parque ao longo do rio, que é usado principalmente por jovens para relaxar e se encontrar no verão. Também é usado para o Ars Electronica Festival e para o "Stream Festival". Em junho, julho e agosto, o "Musikpavillon" está localizado no parque, onde bandas de diferentes estilos se apresentam gratuitamente às quintas, sextas, sábados e domingos.

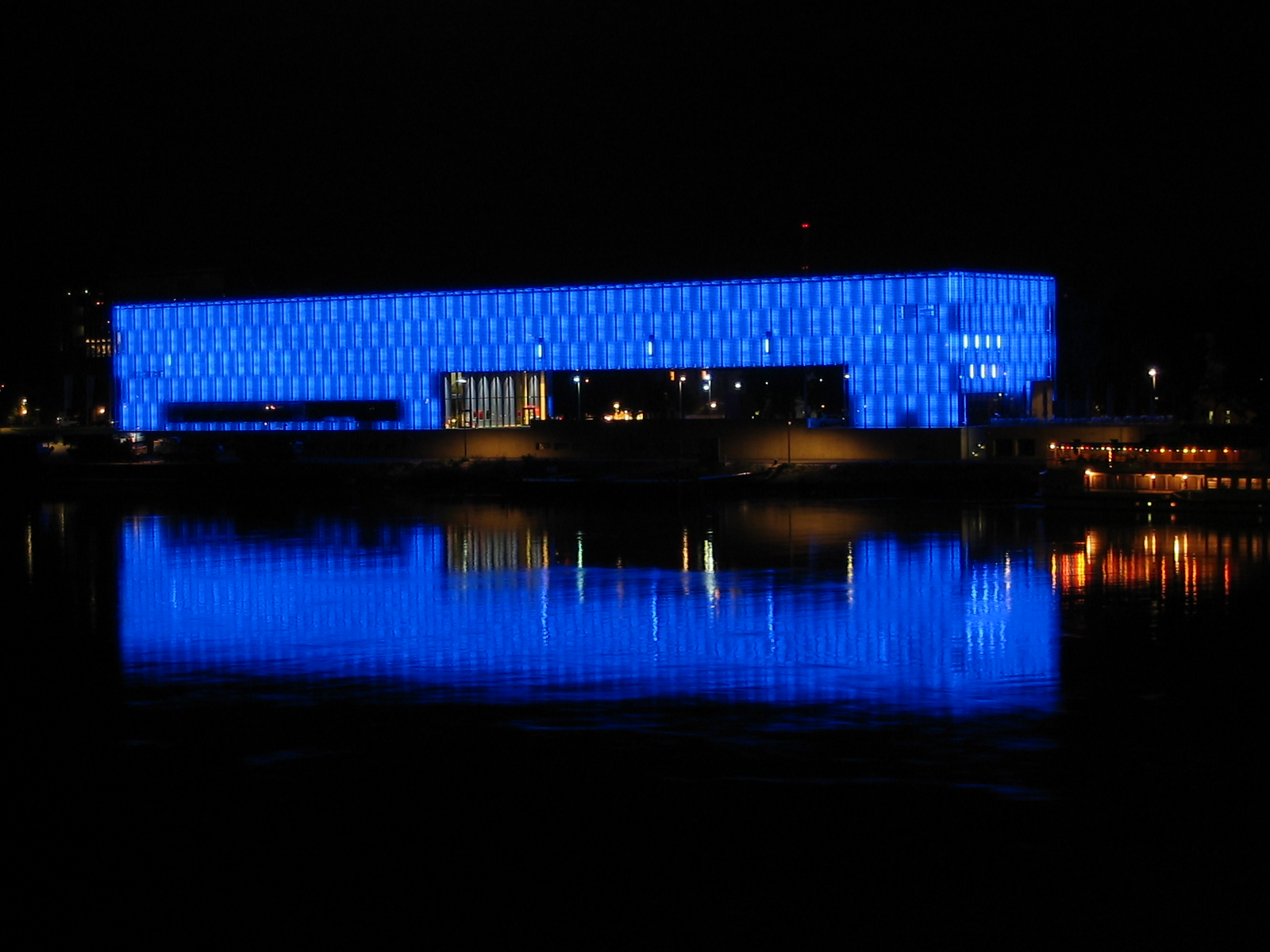
Museu Lentos

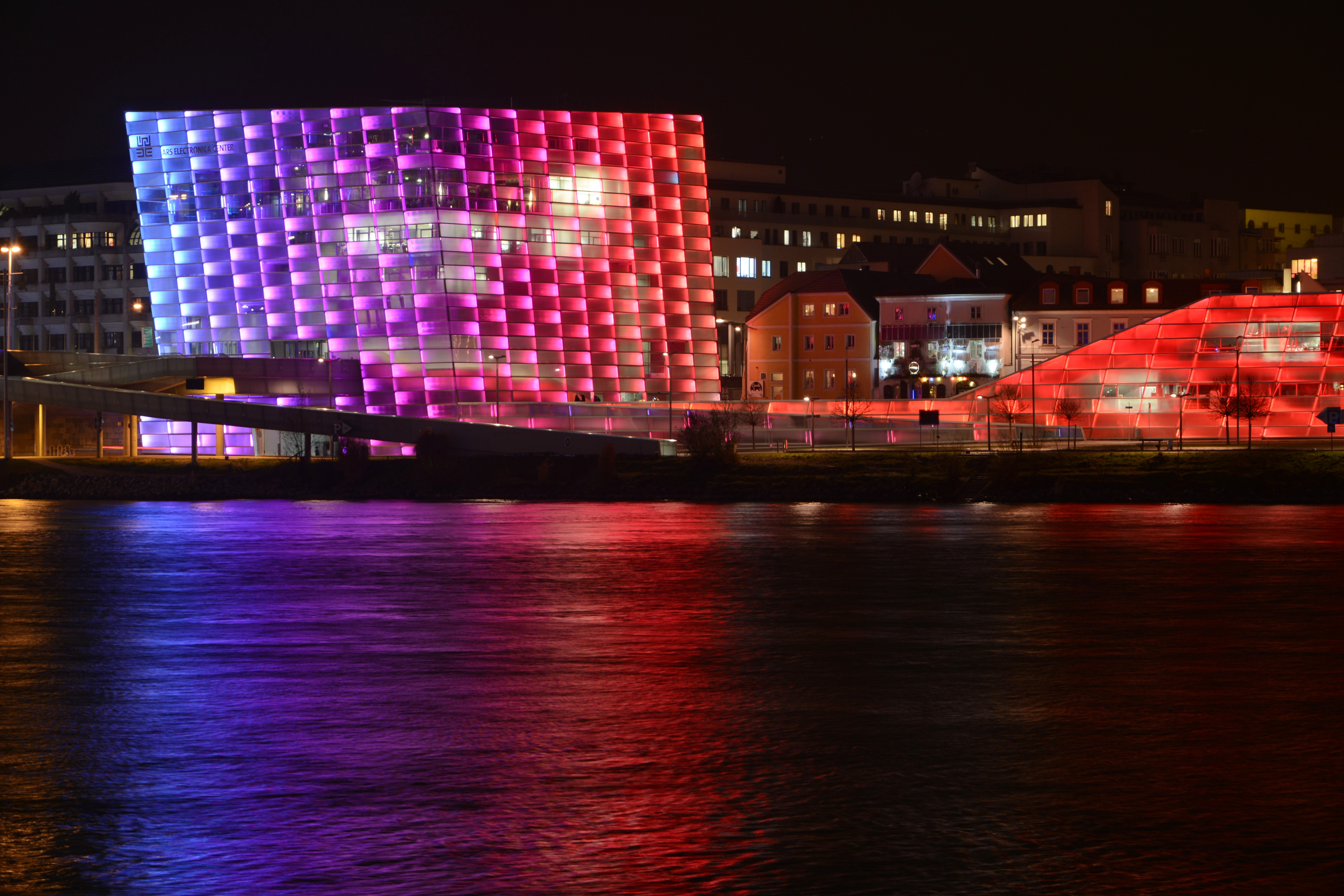
Ars Electronica Center

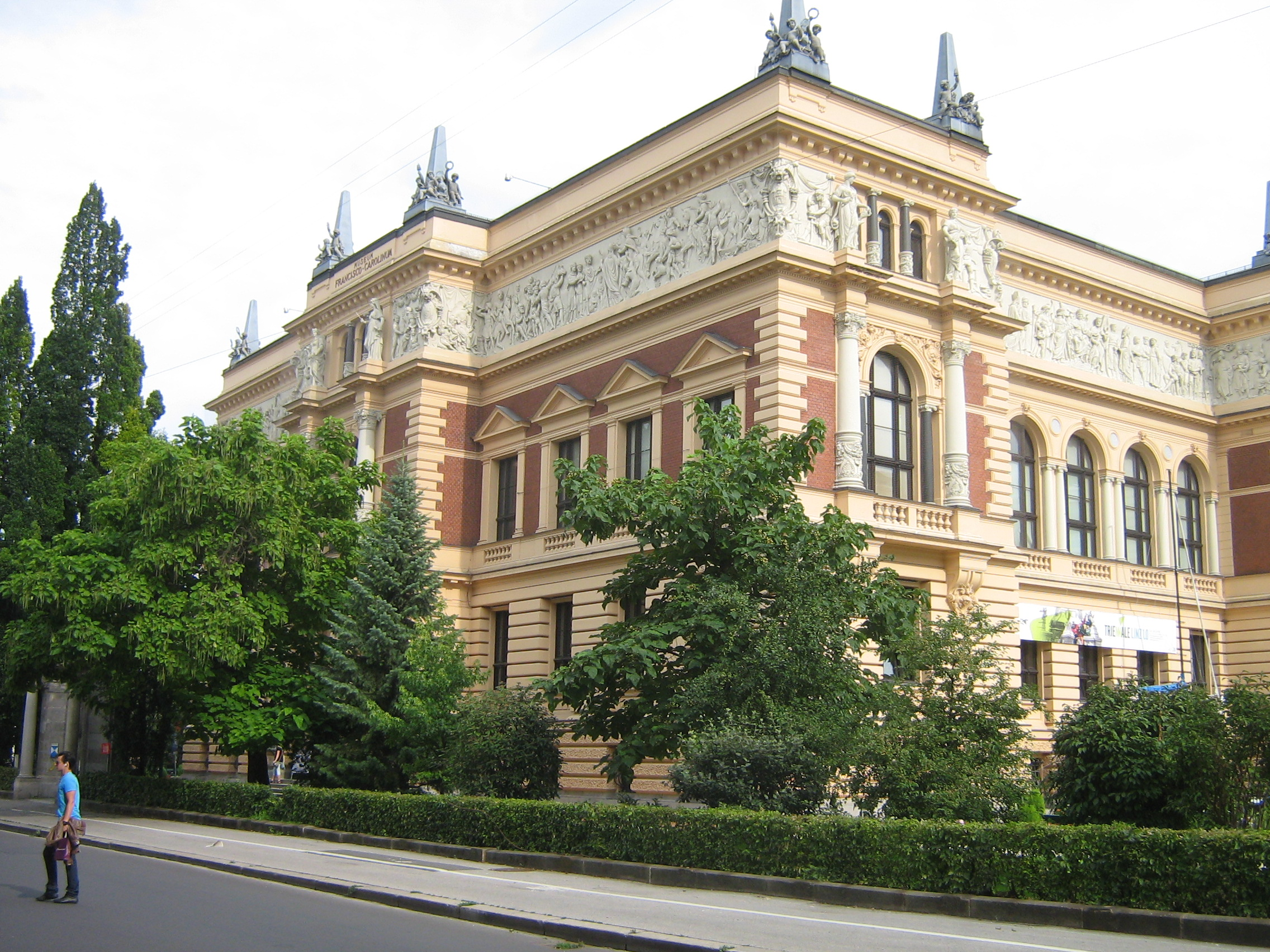
Landesgalerie

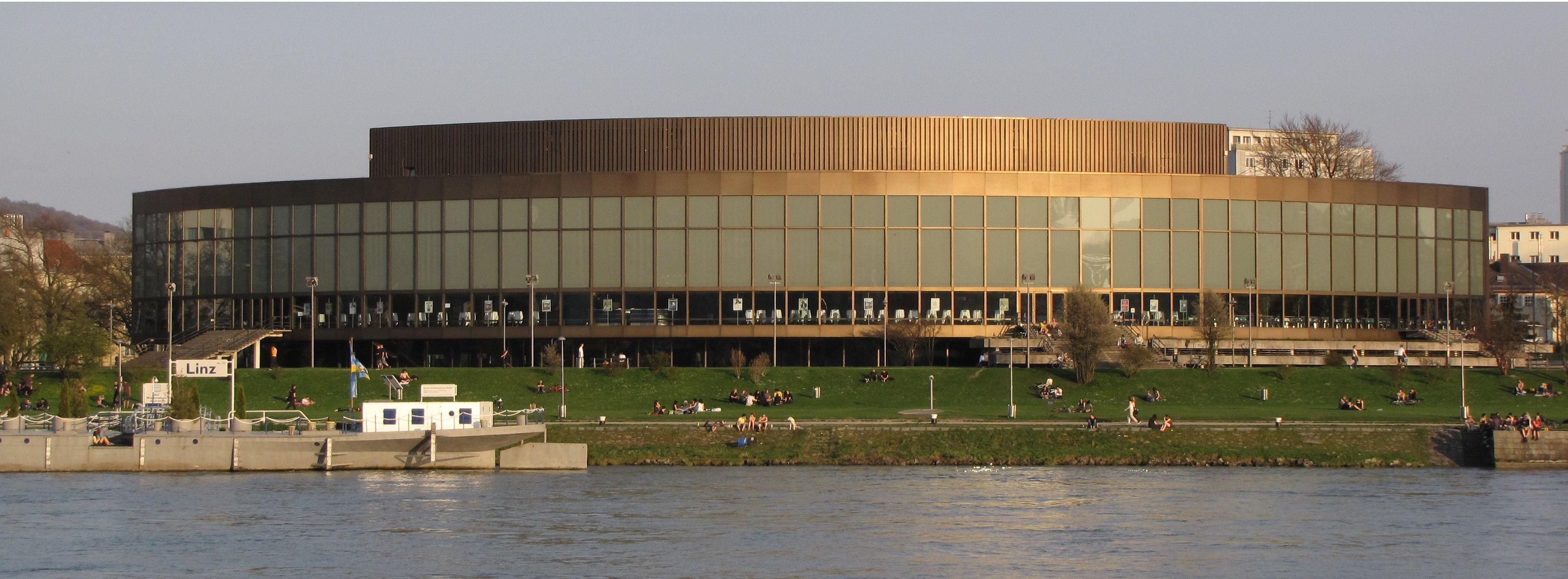
Brucknerhaus

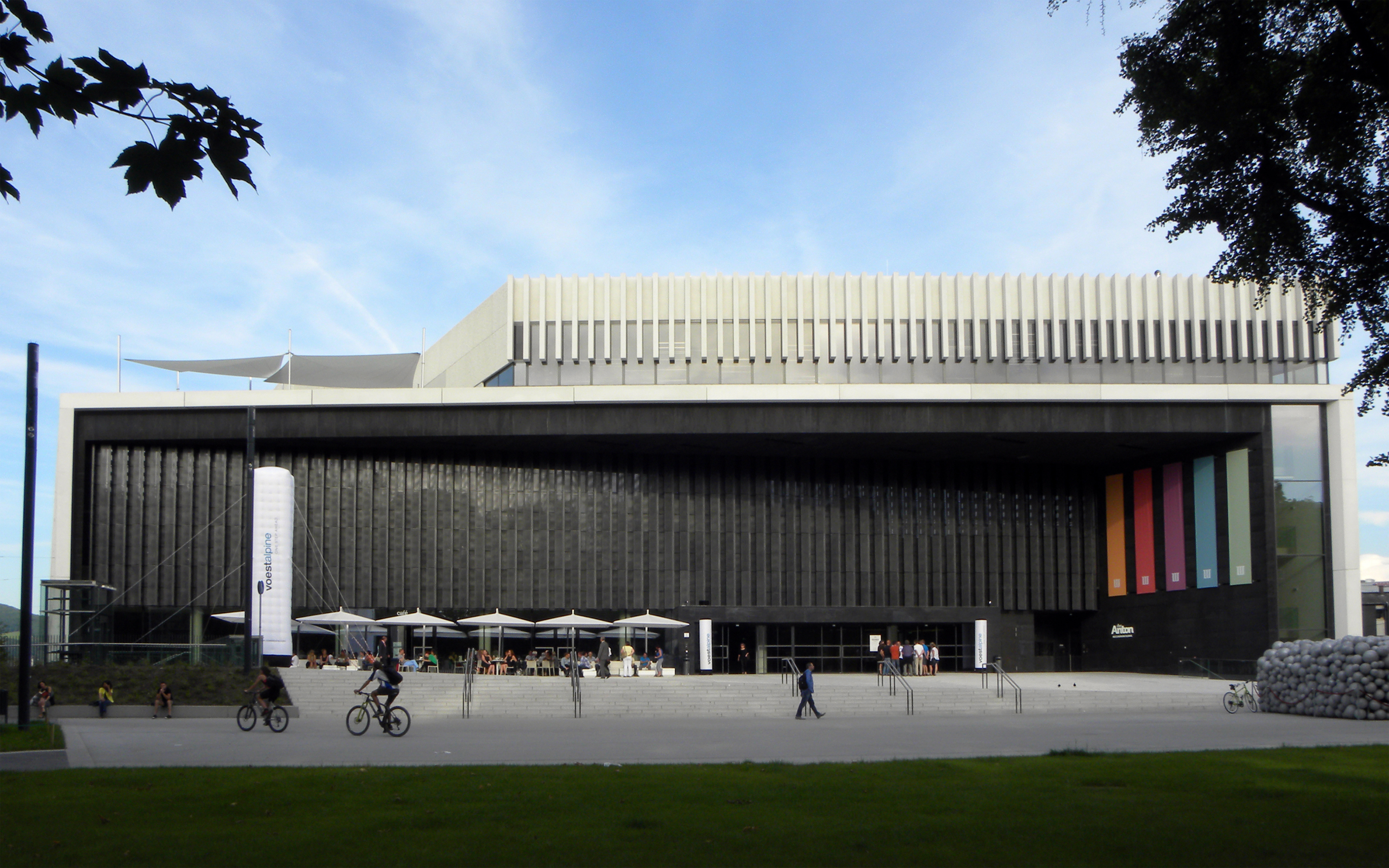
Musiktheater

### Museus
- Ars Electronica Center (AEC, Futuro Museum), na margem norte do Danúbio (no distrito Urfahr), atrai um grande encontro de artistas techies cada ano para o Festival Ars Electronica e tem sido por mais 25 anos de idade.
- Lentos, construído em 2003, abriga uma nova galeria de artes modernas. Está localizado na margem sul do Danúbio. O prédio é iluminado em azul, rosa e roxo durante a noite.
- Museu Nordico, museu da cidade de Linz. O nome Nordico é anexado ao edifício desde 1675, os jesuítas estabeleceram sua casa de educação para jovens dos países nórdicos.
- Museu Regional, Landesgalerie / Francisco-Carolinum, define novas tendências na arte, integrando-os na história da arte do século XX.
- Museu do castelo, Schlossmuseum, com uma coleção da história cultural de Linz.
- Centro de Biologia Linz-Dornach: Coleção de História Natural.
- StifterHaus foi a casa de moradia de Adalbert Stifter (1805-1868) que reuniu a Adalbert Stifter-Institute eo Literaturhaus OÖ com demonstrações.
- O.K. (Offenes Kulturhaus) Centro de Arte Moderna (Centrum für Moderne Kunst): uma instituição de arte que mostra as tendências contemporâneas da arte moderna.
- Zahnmuseum: Museu para o Desenvolvimento da Odontologia e Tecnologia Odontológica, cujas exposições mais antigas datam de 1700.
- Associação Artística Alta Áustria: Associação para a Promoção da Arte Contemporânea, com uma galeria no Ursulinenhof.
- Fórum de Arquitetura da Alta Áustria na Casa de Arquitetura: conferências, exposições e conferências, competições e desenvolvimentos de projetos.

### Festivais
- Stream Festival: Festival de música que acontece no verão em Donaupark.
- Crossing Europe Filmfestival: Festival de Cinema que decorre em 2004, por volta do final de abril, durante seis dias.
- Linzer Klangwolke
- Linzer Pflasterspektakel: Festival de Arte de Rua. O festival acontece todos os anos desde 1986 no centro de Linz e inclui apresentações musicais, malabarismo, acrobacias, pantomimas, teatro improvisado, palhaços, dança do fogo, pintura, desfiles de samba e programa infantil. Com cerca de 240 000 visitantes (2018), o festival é um dos maiores festivais de arte de rua da Europa.
- Festival Ars Electronica
- International Brucknerfest
- Bubble Days: Shows de esportes aquáticos e música no porto.
- Donau in Flammen (Danúbio em chamas).

### Teatros

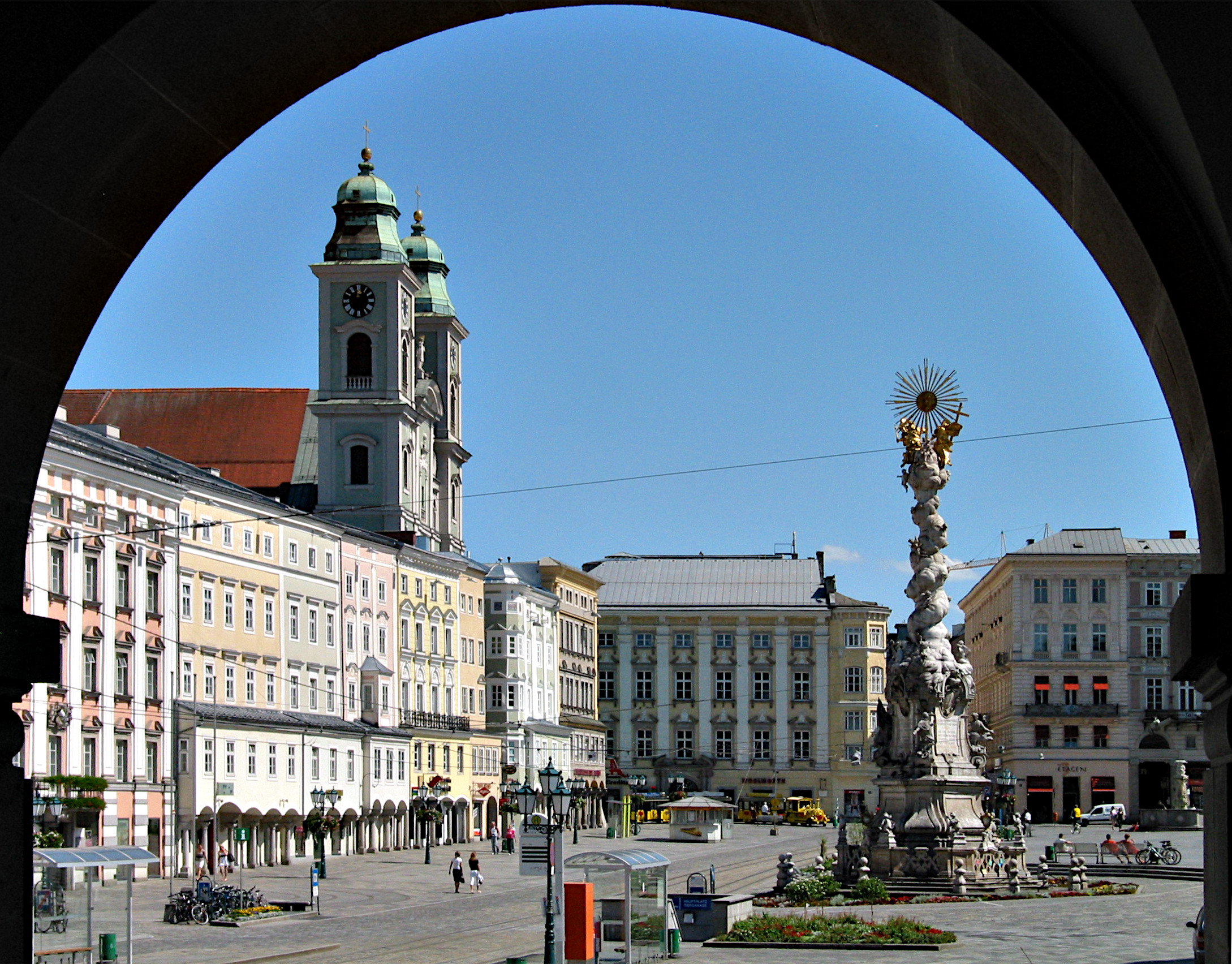
Praça principal

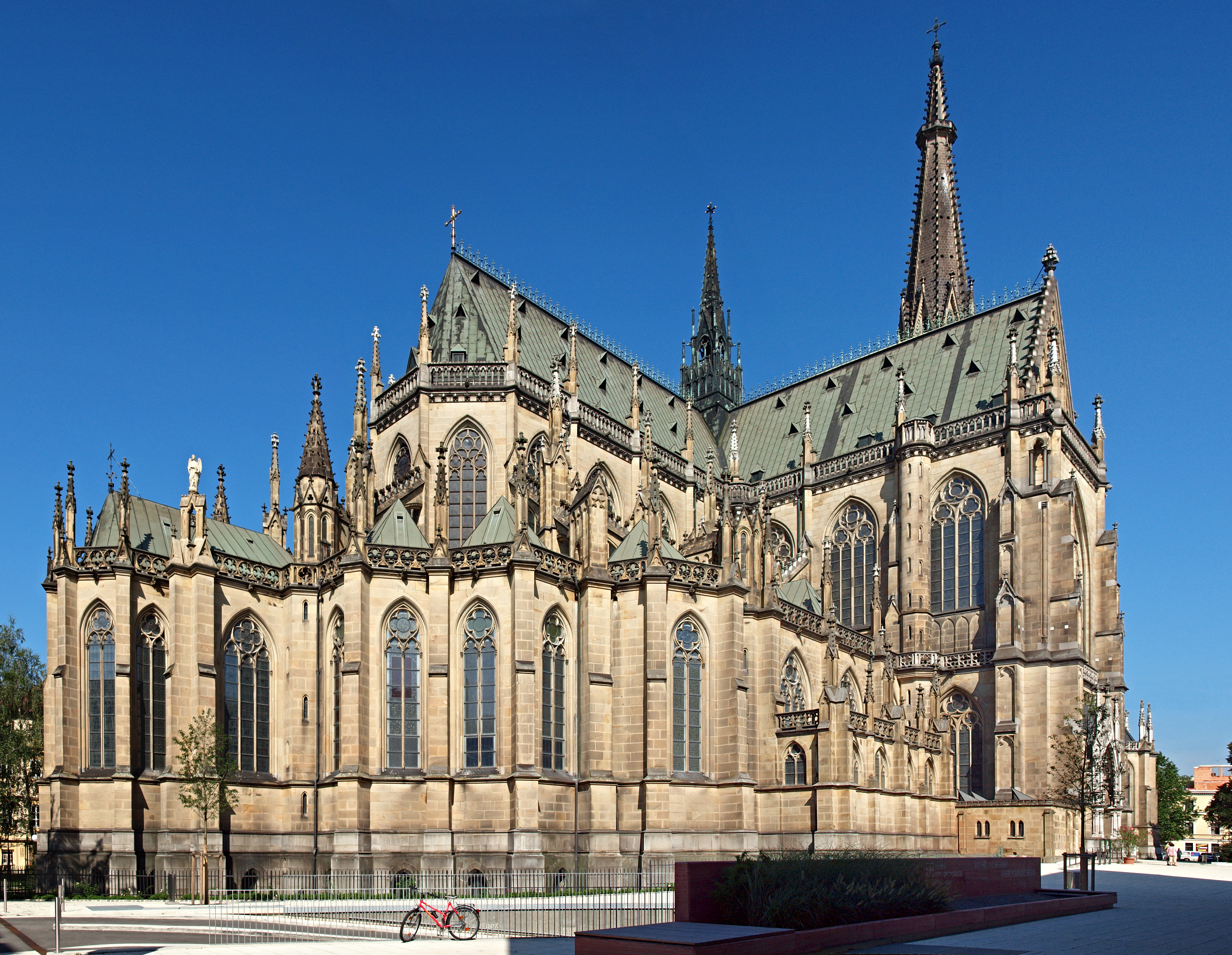
Nova catedral

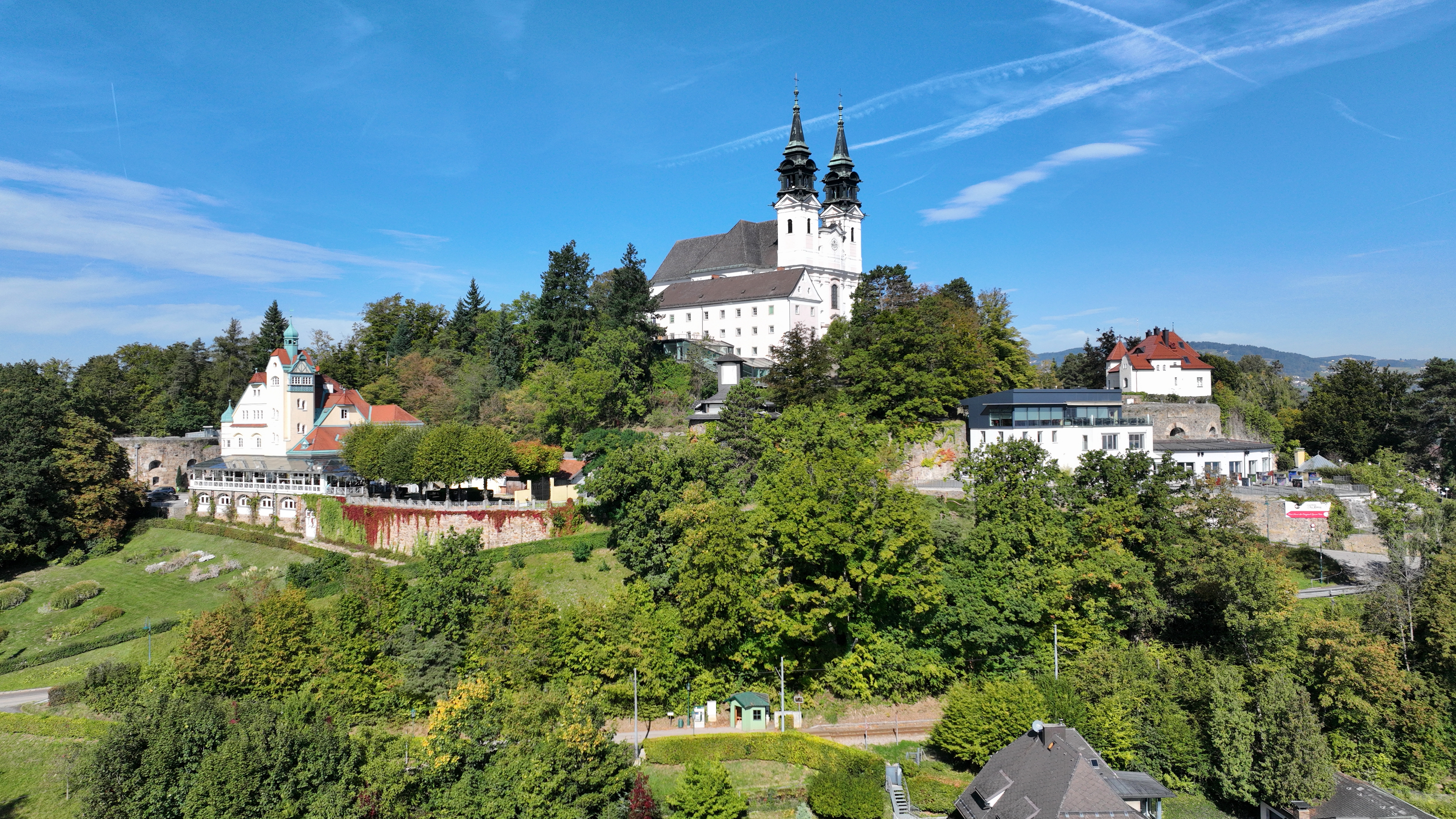
Pöstlingberg-Kirche

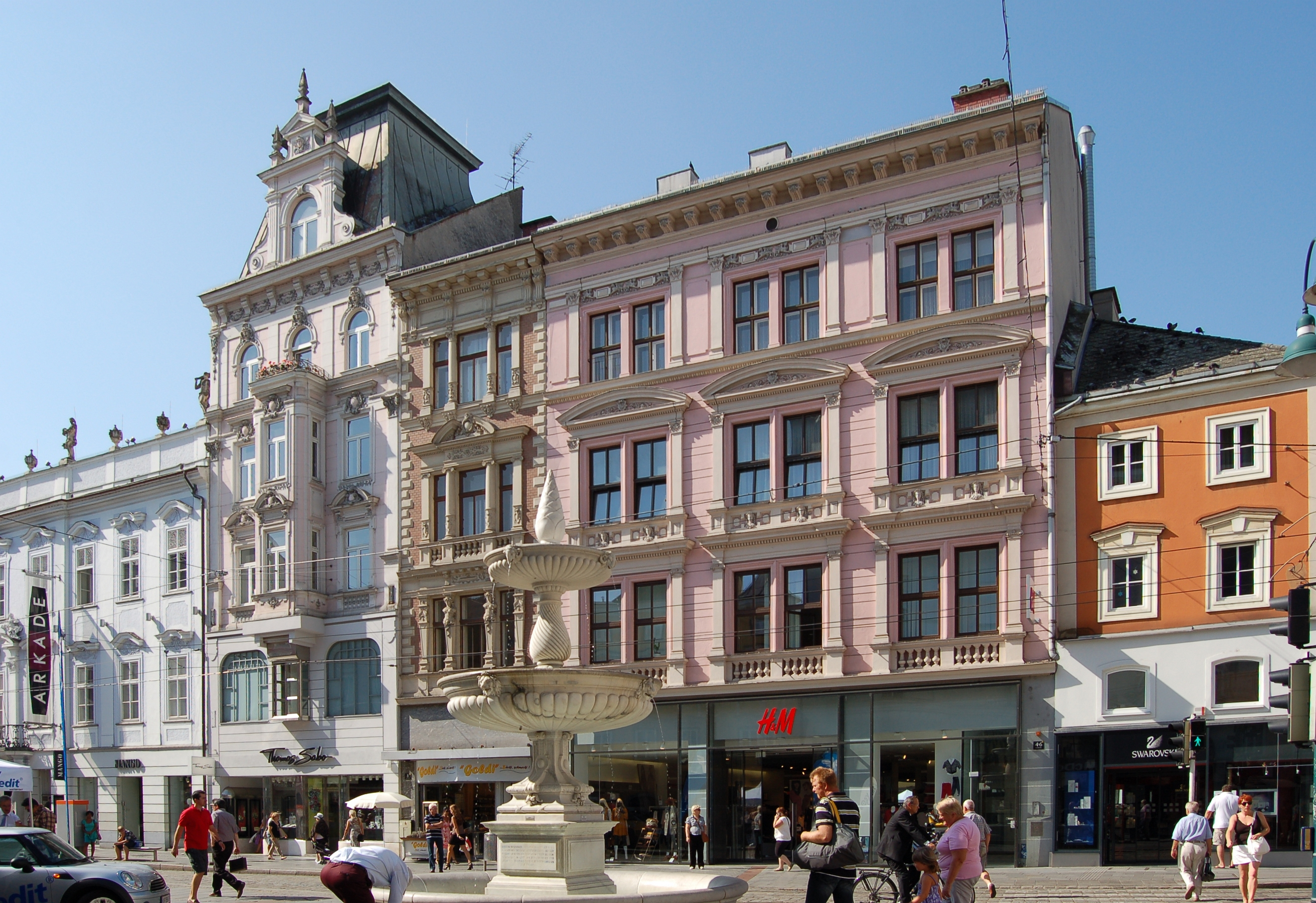
Taubenmarkt, Landstraße

- Landestheater
- Théâtre Phönix
- Kellertheater
- Musiktheater (opéra)
- Theater in der Innenstadt

### Pontos turísticos de interesse
A rua principal "Landstraße" (também da principal rua comercial da cidade) líder do "Volksgarten" para "Taubenmarkt" perto da praça principal. A praça principal "Hauptplatz" (construído em 1230), com 13.200 m² de área, é uma das maiores praças da Europa convertidos. No meio da praça principal da alta "Pestsäule" ( "coluna praga", também conhecido como "Dreifaltigkeitssäule" (Dreifaltigkeit significa Santíssima Trindade)) foi construído para comemorar as pessoas que morreram nas epidemias de peste.
Ao redor da praça principal, há muitas casas historicamente significativos e de interesse arquitectónico, como a antiga Câmara Municipal, casa Feichtinger com seus sinos famosos, mudando a melodia, dependendo da época, a casa Kirchmayr, a casa Schmidtberger ou a cabeça de praia, que abriga uma parte da Universidade de Arte de Linz.
Para o oeste da praça principal é a cidade velha, com muitos edifícios históricos, como as casas renascentistas e casas antigas da face barroco.
Perto do castelo, sendo a residência do imperador Frederico III, é São Martins Igreja: uma das mais antigas igrejas austríacas. Foi construído em tempos carolíngios medievais (documentado em 799). A porta e as janelas são românicas e góticas.
Outros pontos de interesse (seleção) incluem:
- A nova catedral (alemão Neuer Dom), também conhecida como a Catedral Imaculada Conceição (em alemão: Maria-Empfängnis-Dom, Mariendom), é uma catedral católica romana e é a maior igreja na Áustria.[15]
- Mozarthaus: a casa onde o famoso compositor austríaco Wolfgang Amadeus Mozart durante três dias, em novembro de 1783 compôs "Linzer Symphony" e "Linzer Sonatas". Hoje é permitido visitar o quintal.[16]
- Pöstlingberg-Kirche: igreja de peregrinação na colina de Pöstlingberg. A basílica é o marco da cidade e foi construída entre 1738 e 1774, localizada a 537 m acima do nível do mar.
- A Pöstlingbergbahn é a ferrovia de montanha mais íngreme do mundo construída em 1898 e funciona sem uma roda de engrenagem (conexão funcional de roda / ferrovia: 10,5% de inclinação).
- Linzer Grottenbahn: Uma estrada de ferro de caverna está localizada na colina de Pöstling.
- Brucknerhaus: a sala de concertos e congressos localizada no Donaulände foi inaugurada pela primeira vez em 1973 e abriga o Brucknerfest desde 1974. Recebe seu nome do compositor Anton Bruckner. O moderno Concert Hall deve sua acústica única ao revestimento de madeira.
- Gugl Stadion é o lar do LASK (Linzer Athletik Sport Klub), considerado o terceiro clube de futebol mais antigo da Áustria.
- Landestheater e Musiktheater.
- Kremsmünsterer Haus: localizado no "Alter Markt", localizado no centro histórico de Linz, onde o imperador Frederico III. ele está morto.
- Landhaus: A casa de campo foi construída no século XVI e é a sede do governador, o parlamento da Alta Áustria e o governo da Alta Áustria. Johannes Kepler ensinou aqui por mais de 14 anos.[17]

Outras atrações populares incluem os museus listados acima, bem como arquitetonicamente interessantes e iluminados à noite (como o Ars Electronica Center ou o Lentos Art Museum), a fábrica de tabaco, as terras do Danúbio, o porto de Linz incluindo Mural Harbor, o Voestalpine Stahlwelt ou o Distrito de Urfahr. Nas imediações é o Pöstlingberg, a partir do qual você também pode visitar a basílica de peregrinação barroca, o zoológico de Linz ou o reinado de contos de fadas e anões do Linzer Grottenbahn.

### Galeria de imagens

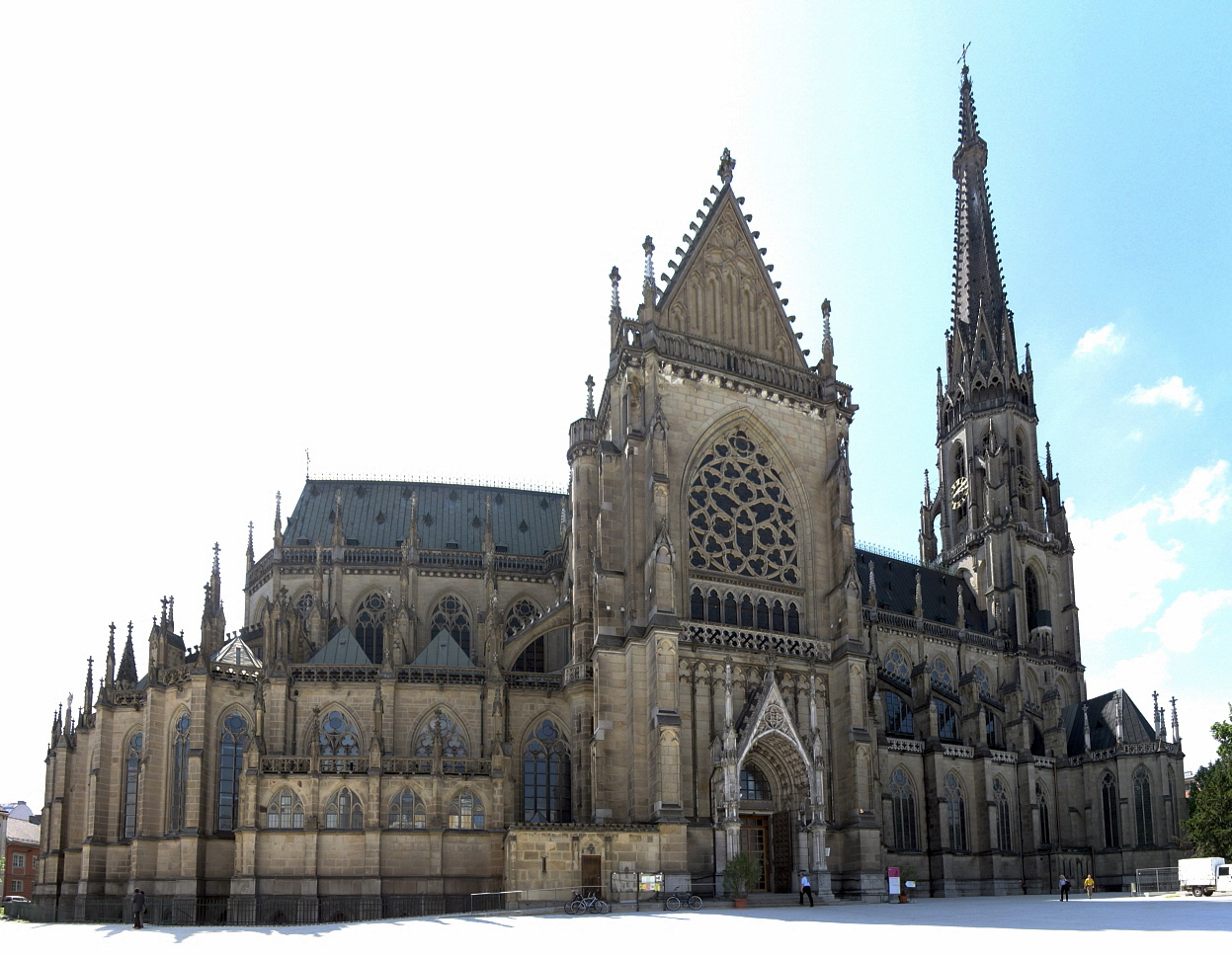
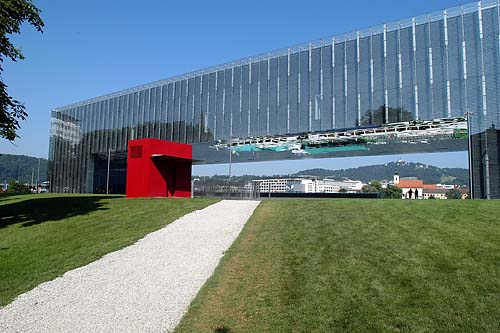
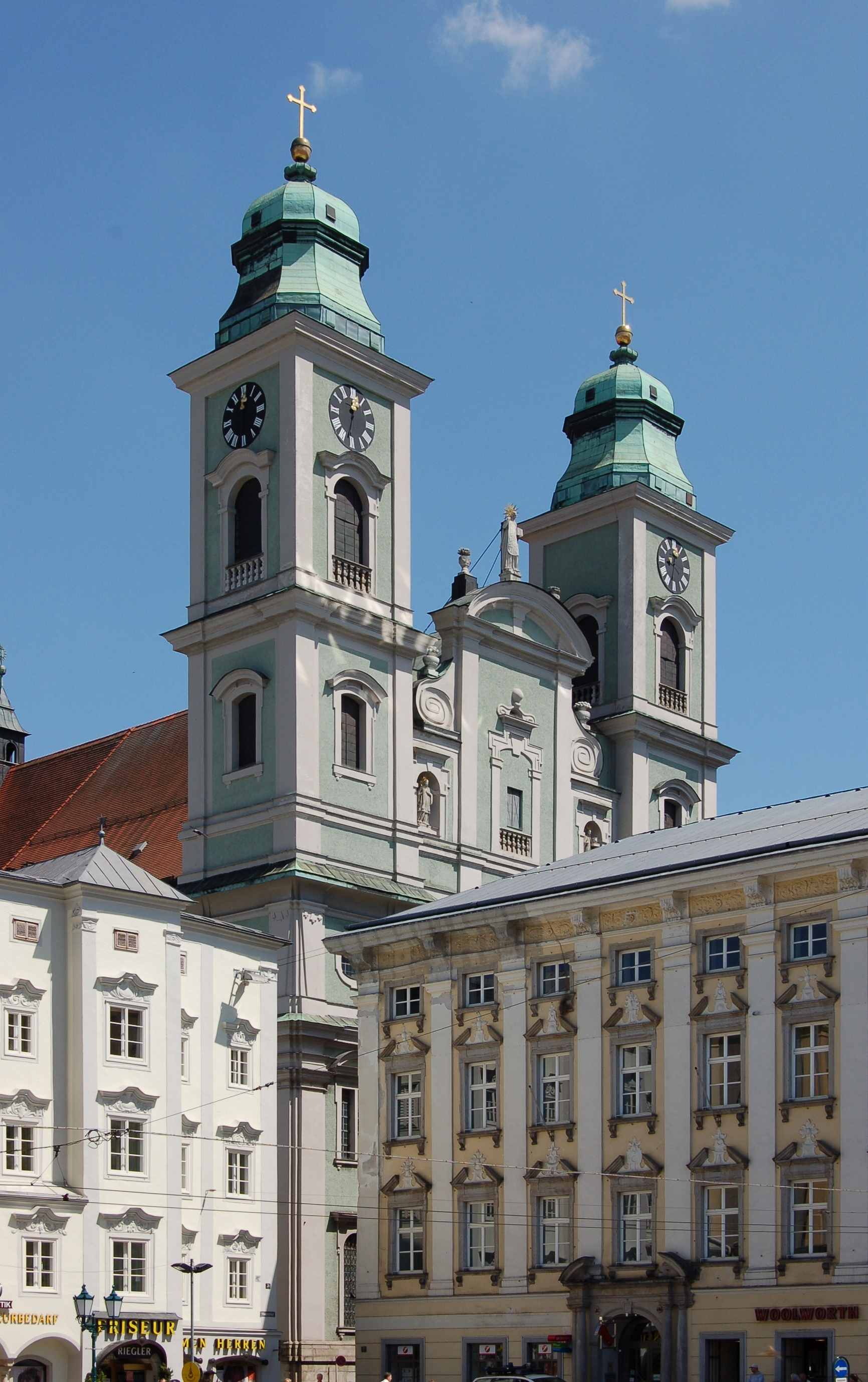
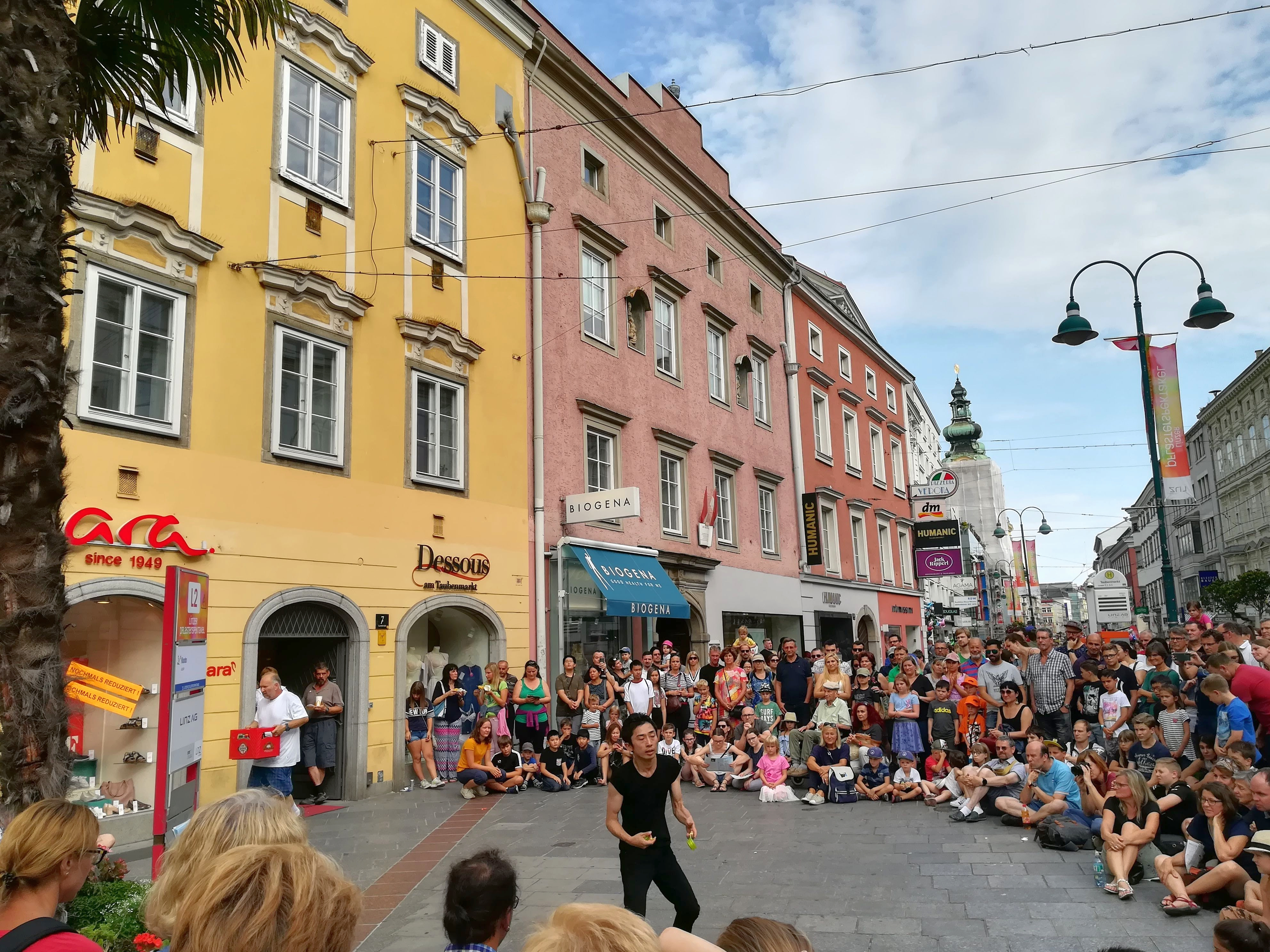
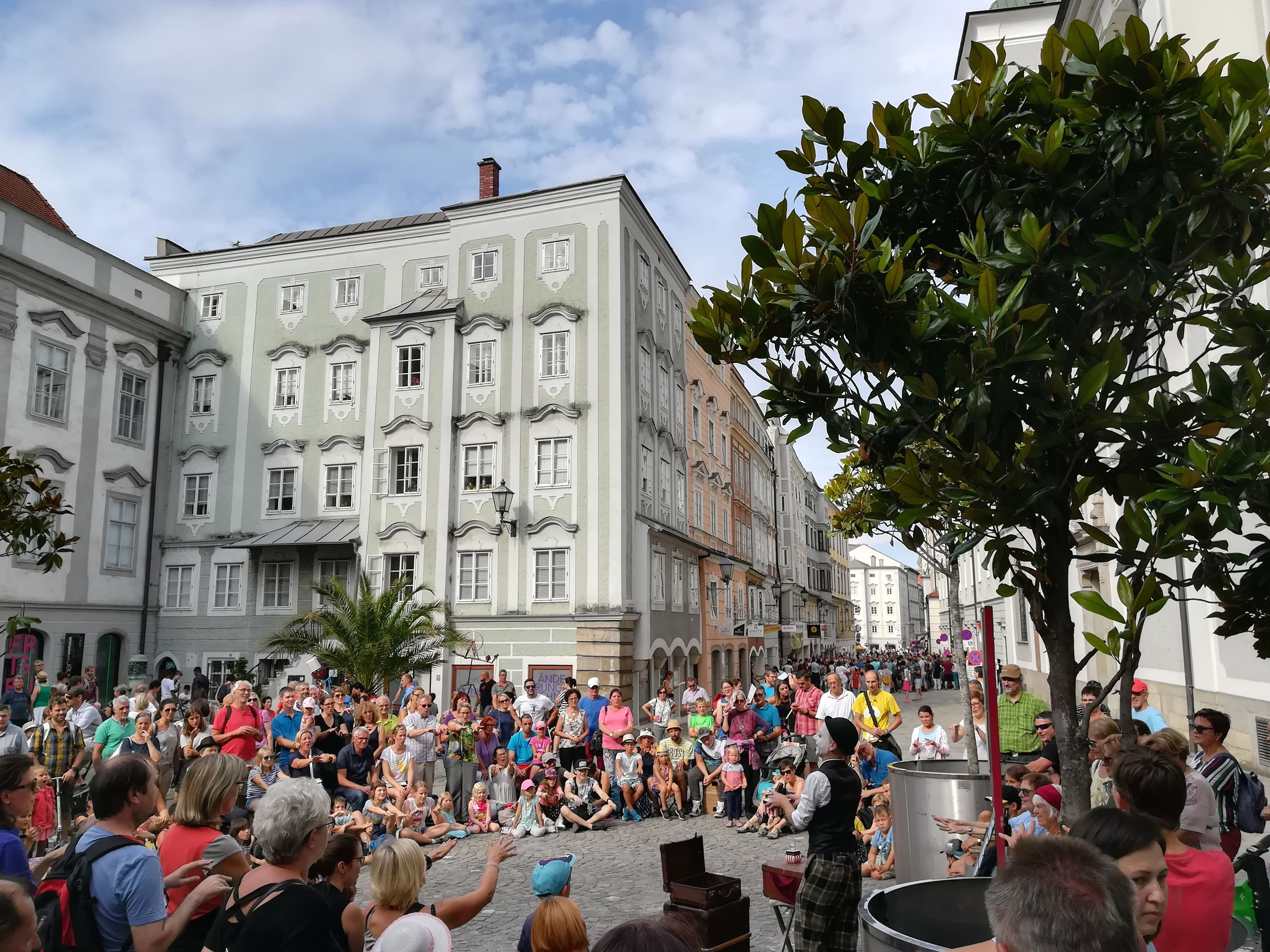
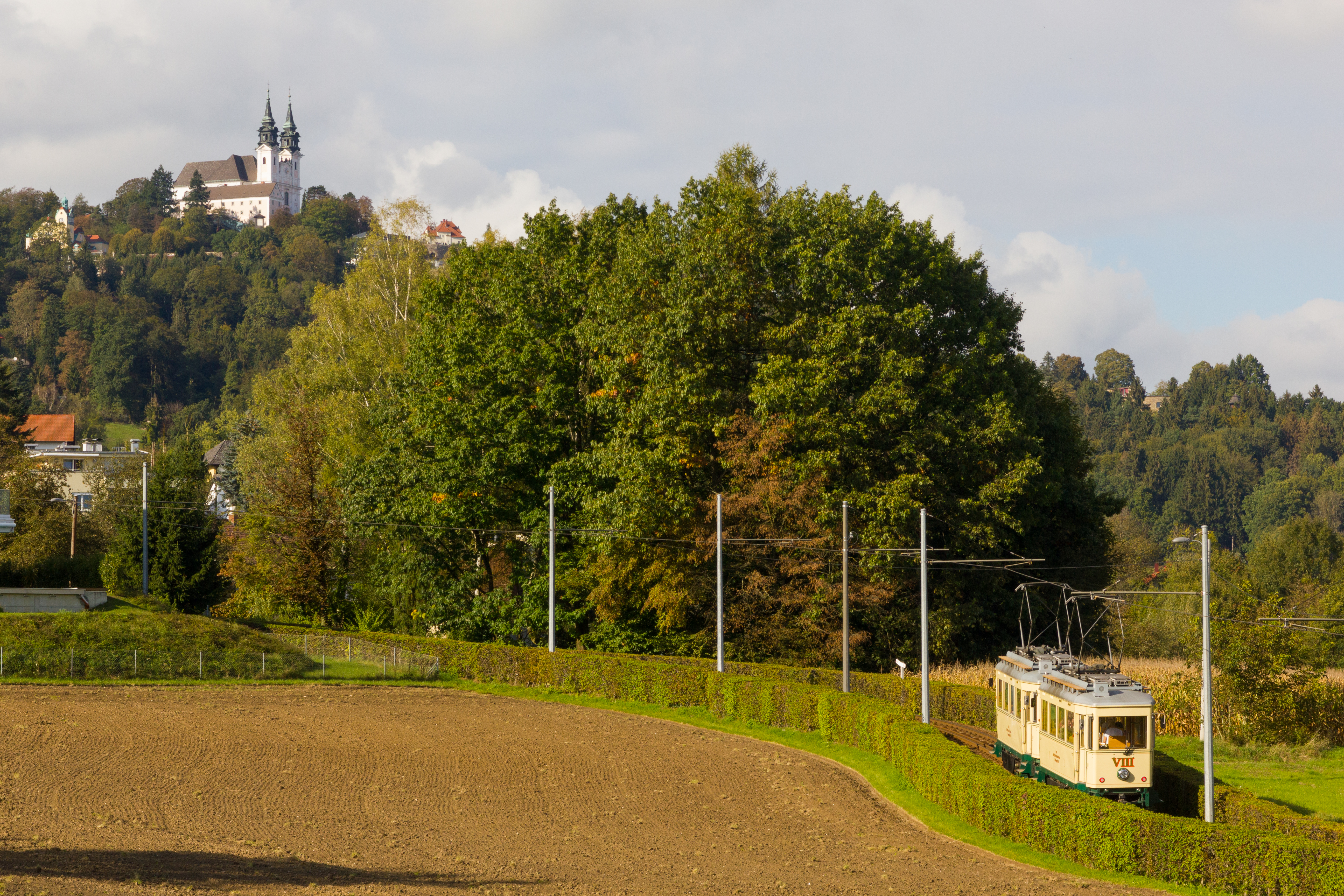
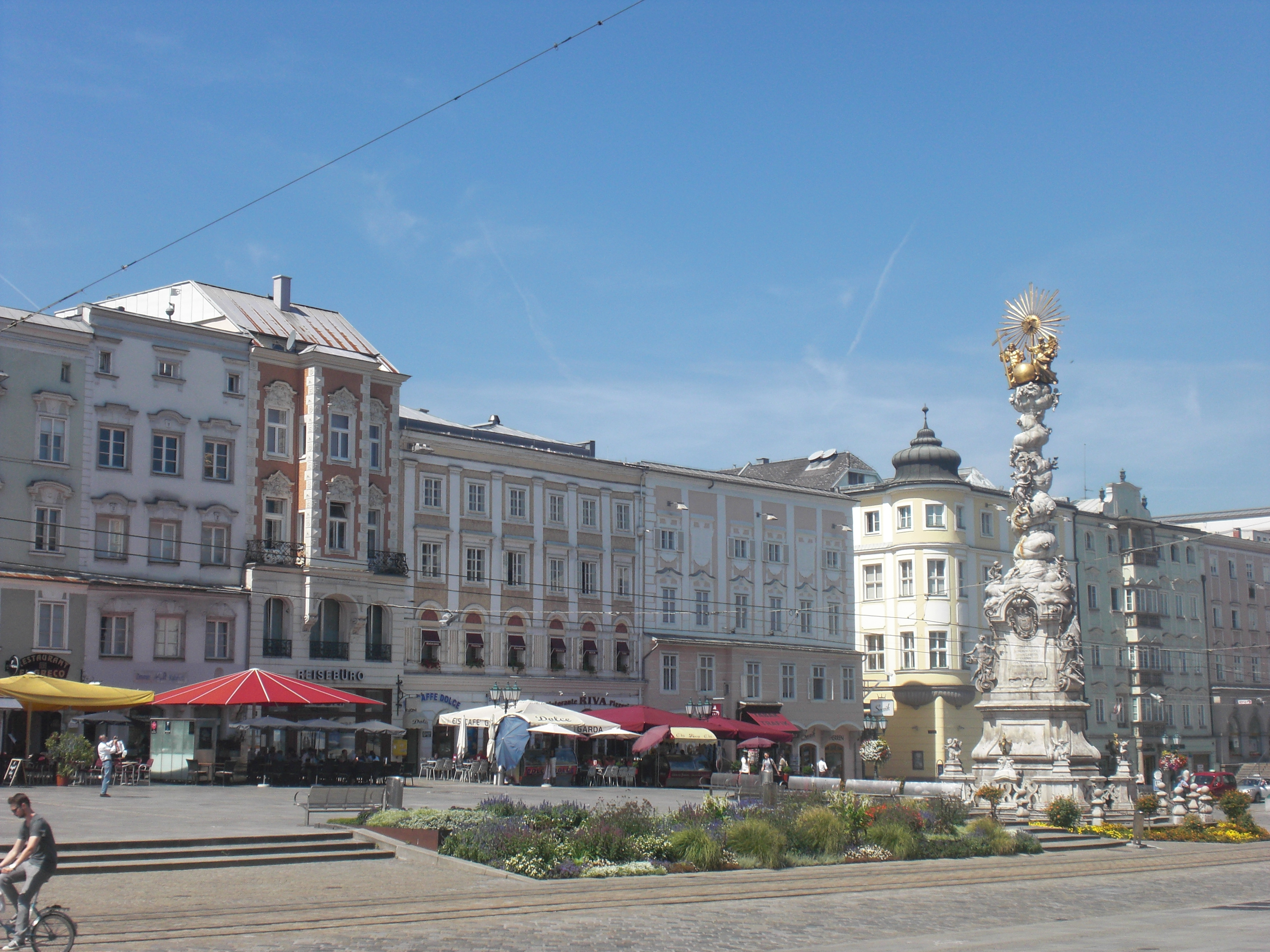
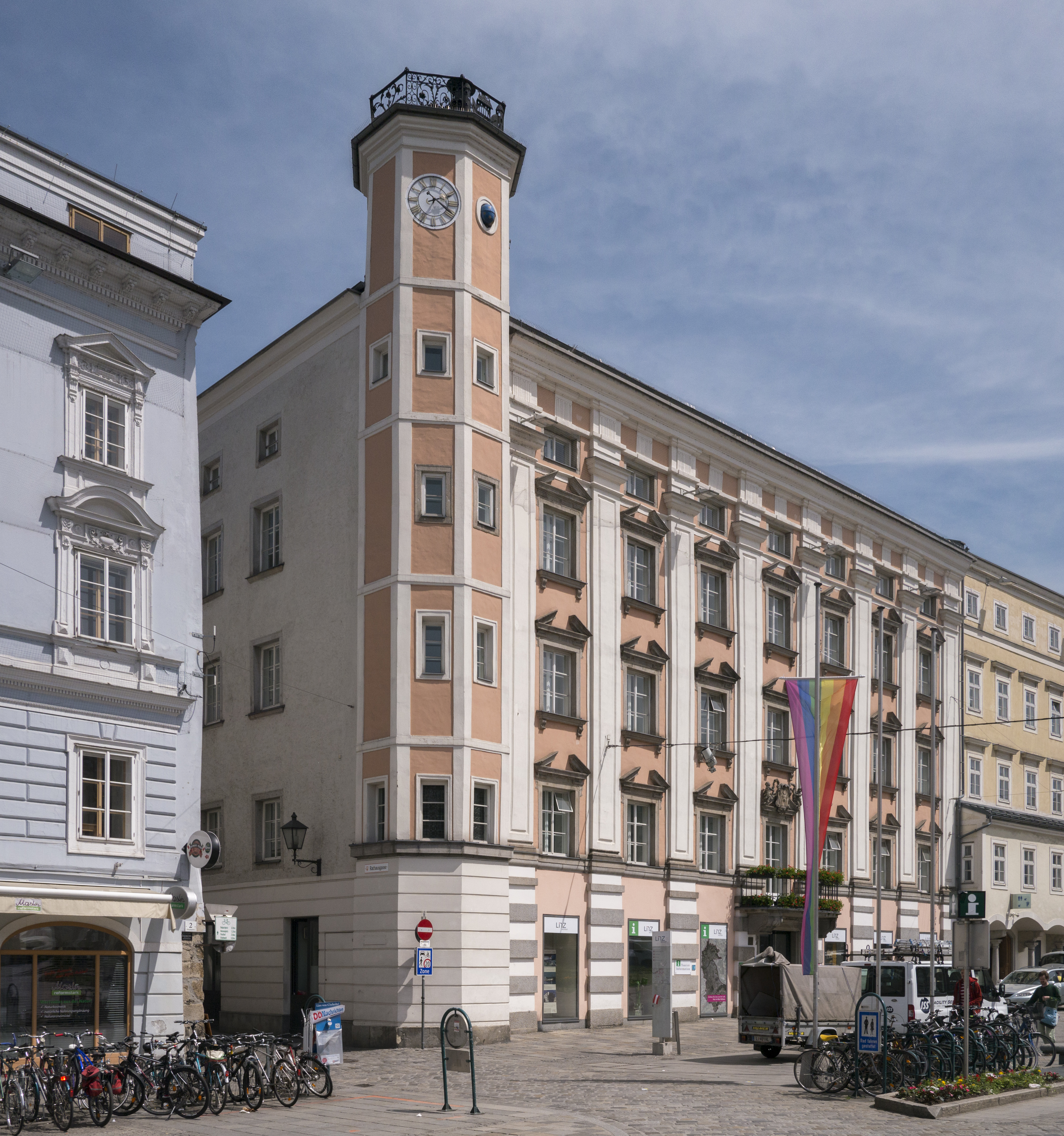
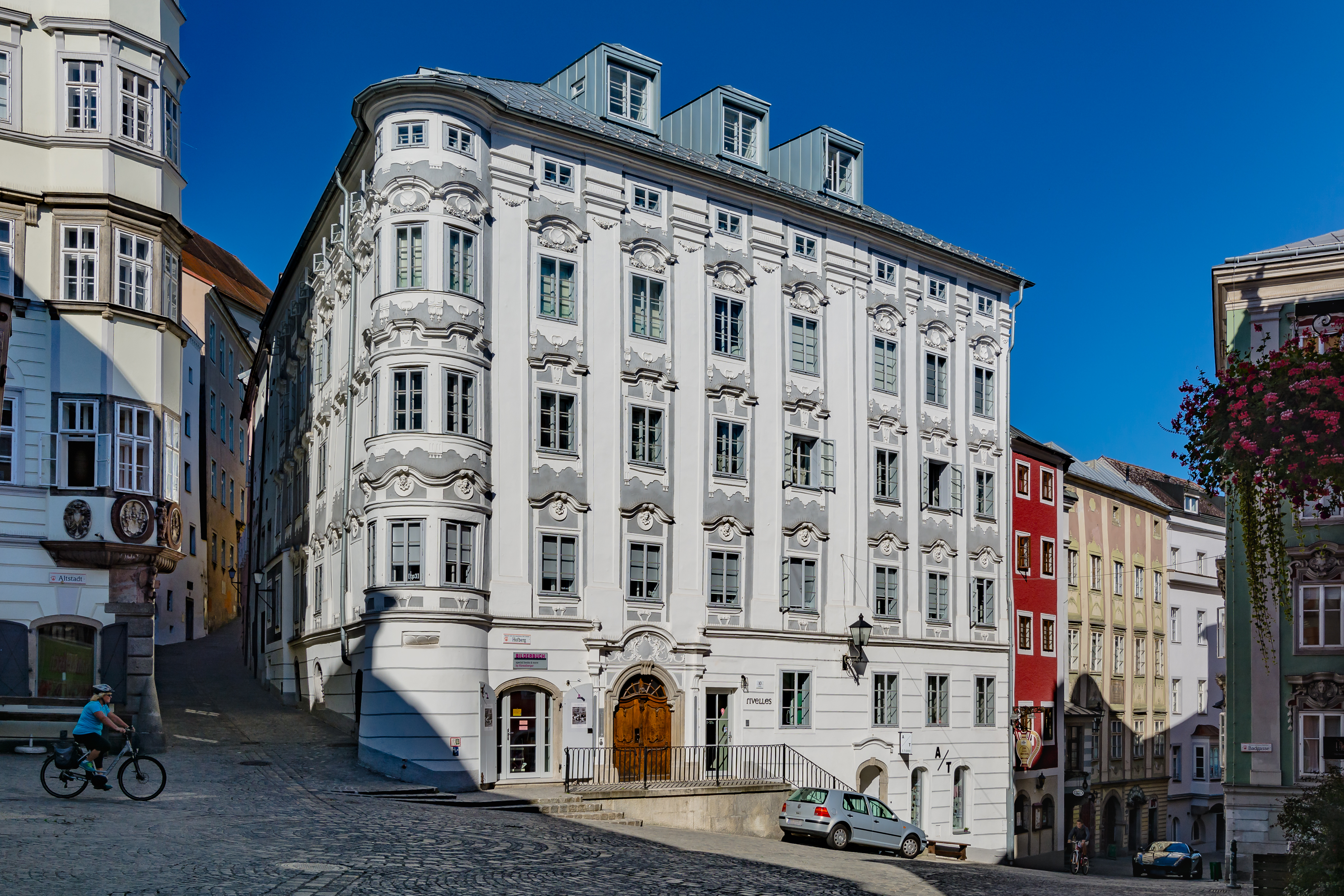
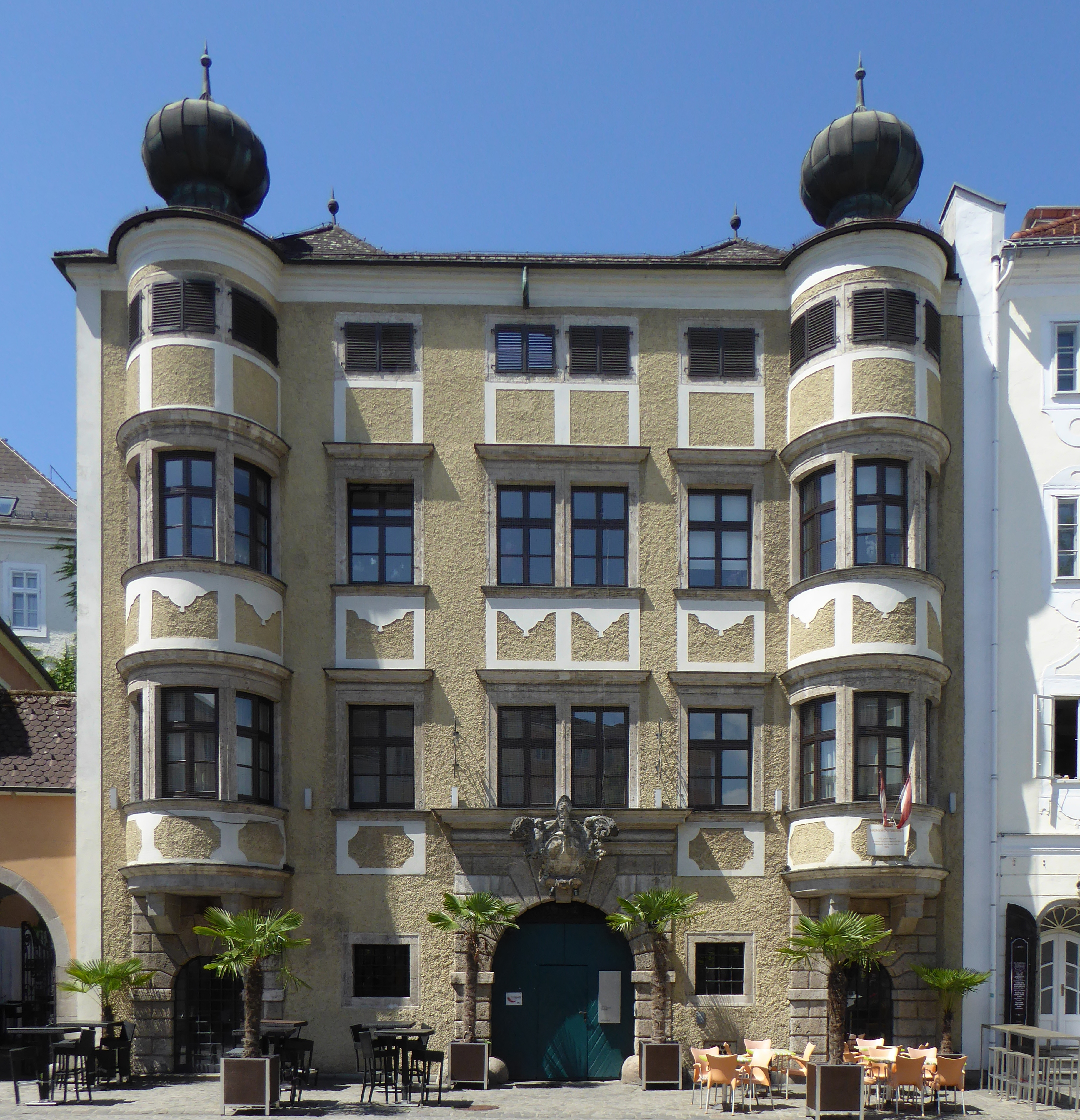
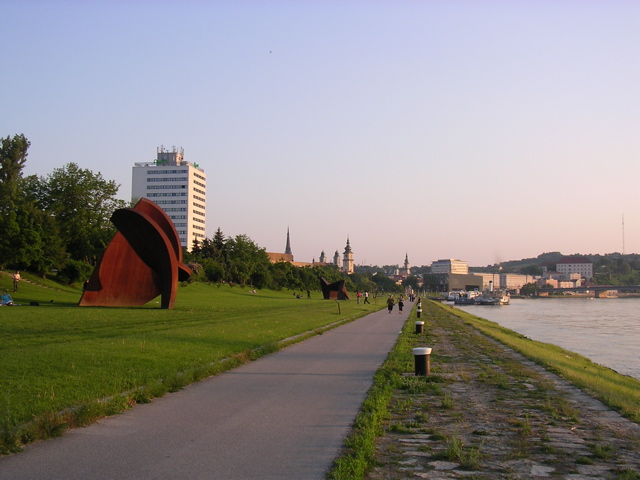
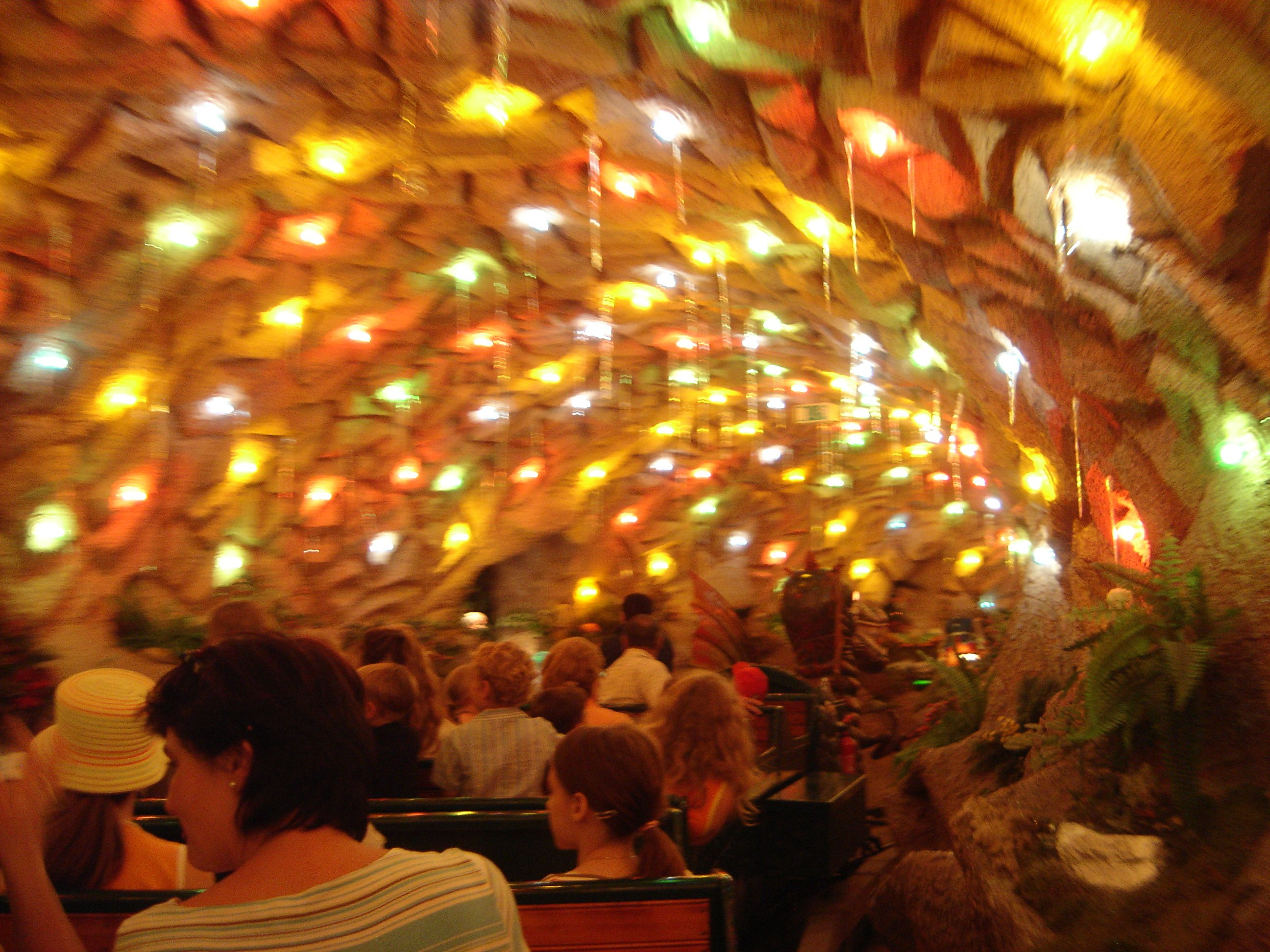

## Universidades

Universidade Johannes Kepler de Linz

- Universidade Johannes Kepler de LinzA Universidade Johannes Kepler de Linz[18] está localizada no nordeste de Linz e abriga faculdades de direito, economia, ciências sociais, medicina, engenharia e ciências; aproximadamente 24 000 alunos estão matriculados (2024).
- Universidade de Arte e Design de Linz; 1.328 alunos (2016/2017).
- Fachhochschule Alta Áustria, Campus Linz; 879 alunos (2017/2018).
- Anton Bruckner universidade privada para música, teatro e dança; 871 alunos (2017/2018).
- Alta escola educacional da Alta Áustria; em 3 000 estudantes.
- Alta escola educacional da Diocese de Linz.
- Universidade privada católica Linz; 341 alunos (2017/2018).
- LIMAK Austrian Business School.
- KMU Akademie AG (Universidade de Middlesex, Londres).

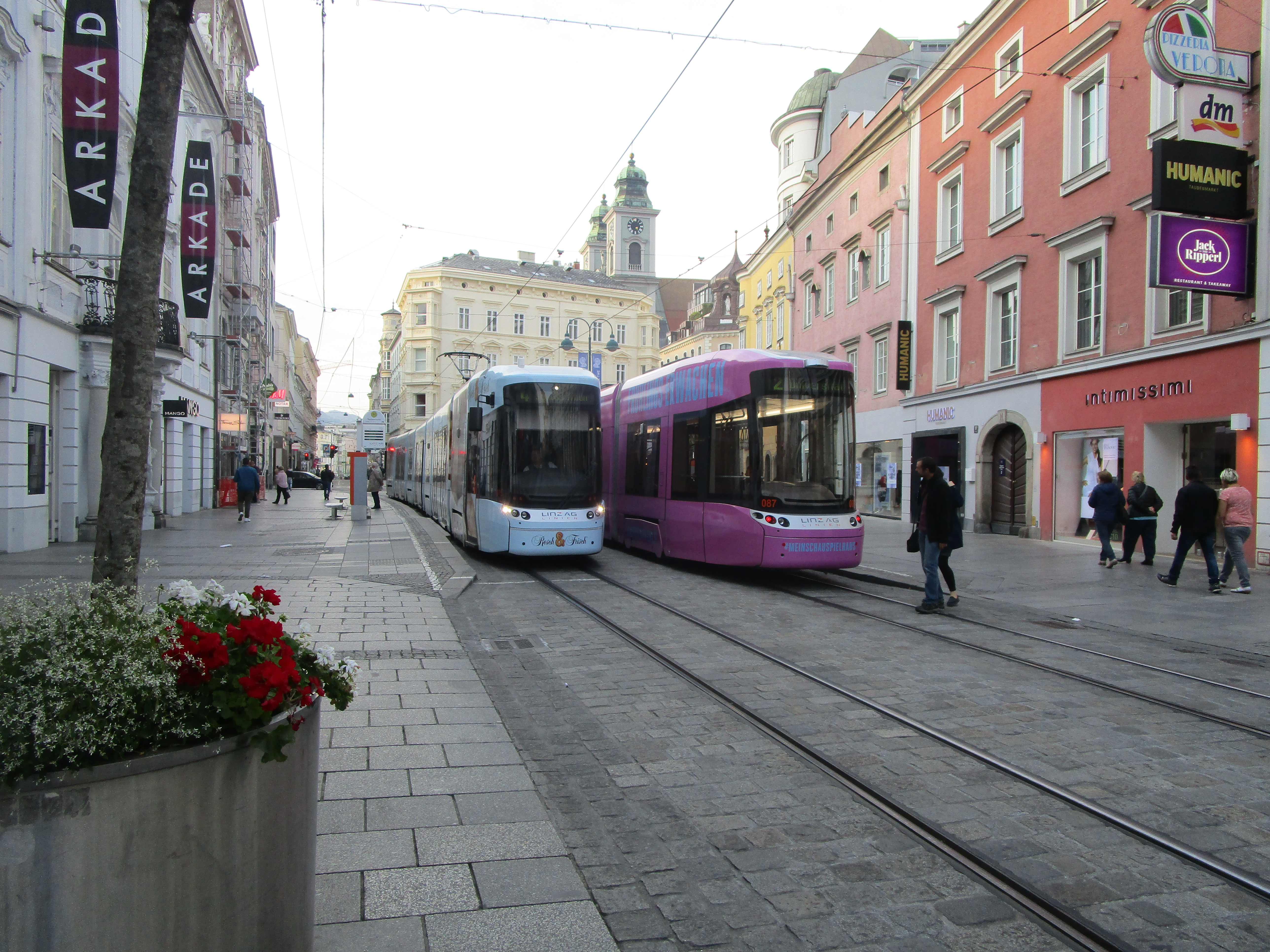
Bondes em Linz

## Transportes
A cidade é servida pelas ferrovias austríacas. A cidade tem um aeroporto.
As principais linhas ferroviárias da Linz Hauptbahnhof são Viena-Linz-Salzburgo-Munique, Linz-Wels-Passau e Linz-Leoben-Graz. A Estação Central de Linz foi premiada sete vezes (de 2005 a 2011) pelo Austrian Traffic Club, a estação de trem mais bonita da Áustria.
A cidade tem uma rede de bonde moderna com novos veículos Eurotram e, em parte, estações de metrô ao redor da principal estação de trem. Há também uma frota de ônibus moderna.
O sistema eletroviário de Linz é em bitola reduzida de 900 mm, uma medida invulgar, utilizada em muito poucos sistemas no mundo, sendo Lisboa uma das poucas cidades com bitola idêntica.

## Política

### Burgomestre
Dietmar Prammer é o burgomestre da cidade. Ele é membro do SPÖ.